# Internet en Estonia
El Internet en Estonia tiene uno de los índices de penetración más altos en el mundo. En el primer trimestre de 2010, el 75% de 1.34 millones de personas en el país utilizaron el Internet, según estadísticas disponibles.

## Hechos y cifras
- Dominio de nivel superior: .ee[3]
- Usuarios de internet:

Descomposición de la representación de la dirección IPv4 en notación decimal con puntos, a su equivalente valor binario.

  - 1 millón de usuarios, puesto 119.º en el mundo (2012); 79 % de la población, puesto 34.º en el mundo (2000-2012);[4][5]
  - 971,700 usuarios, puesto 102.º del mundo (2009).
- Banda ancha fija: 327,243 suscripciones, puesto 78.º en el mundo; 25.7% de la población, puesto 31.º del mundo (2012).[6]
- Banda ancha inalámbrica: 924.699 suscripciones, puesto 74.º en el mundo; 72.5% de la población, puesto 119.º del mundo (2012).[7]
- Anexo:Países por número de usuarios de Internet: 865,494 anfitriones, puesto 119.º del mundo (2012).
- IPv4: 1.3 millones de direcciones asignadas, menos del 0.05% del total mundial, 945.8 direcciones por cada 1000 personas (2012).[8][9]

## Historia
En 1965 el primer ordenador escolar en la URSS, Ural-1, fue instalado en la ciudad de Nõo. El uso masivo de redes de computación primero vinieron con FidoNet, el primer nodo estonio que apareció en 1989. Las primeras conexiones de Internet en el país estuvieron introducidas en 1992 en instalaciones académicas en Tallinn y Tartu. El dominio nacional (.ee) fue registrado a mediados de 1992. Gracias a la virtud de su ubicación geográfica, el país jugó una función importante en transportar la cultura de Internet a la Rusia vecina. Uno de los primeros enlaces backbone para Rusia fue construido en 1991 por Relcom a través de Estonia hasta Finlandia. En 1996 el presidente estonio Lennart Meri empezó el programa estatal de 4 años de duración "Tiigrihüpe" para informatizar e internetizar todas las escuelas del país (Rusia cumplió una tarea parecida en otoño de 2007).
La primera área pública de red Wi-Fi fue lanzada en 2001 y un sistema de redes de datos móviles que habilita el acceso extendido de banda ancha inalámbrico fue desarrollado. En 2011, el país poseía unas 2,440 áreas de red Wi-Fi certificadas con el objetivo de que fueran de uso público, incluyendo cafeterías, hoteles, hospitales, escuelas, y gasolineras. Un servicio de internet inalámbrico a lo ancho del país basado en tecnología CDMA ha sido desplegado. Tres operadores móviles ofrecen servicios 3G y 3.5G, y a mayo de 2013, los servicios 4G cubrieron sobre el 95 por ciento del territorio.
La informatización y la conexión digital para las personas está animada y apoyada por el estado. El país tiene un sistema digital de tarjeta ID, y en 2005 las elecciones locales ofrecieron la posibilidad oficial para votar en línea — el primer caso de este tipo en el mundo.
En 2008, la Organización del Tratado del Atlántico Norte (OTAN) estableció un centro de ciber defensa en Estonia para mejorar la interoperabilidad en ciberdefensa y proporcionar soporte de seguridad para todos los miembros de la OTAN.
En 2009, la Fundación de Internet Estonia fue establecida para dirigir el ámbito de nivel superior de Estonia, ".ee". Como organización multi-stakeholder representa a la comunidad de Internet estonia internacionalmente con respeto a varios asuntos gubernamentales de Internet.
En 2013 había sobre 200 operadores que ofrecen servicios de comunicaciones electrónicas, incluyendo seis compañías de teléfonos móviles y numerosos proveedores de servicio de Internet. Los servicios de Voz sobre Protocolo de Internet (VsIP) están ampliamente disponibles. Estonia tiene la infraestructura de clave pública más grande en funcionamiento de Europa. Todas las producciones televisivas y canales de radio, incluyendo los de noticias, de la Retransmisión Pública Estonia están disponibles en Internet en tiempo real y archivos de sus programas de radio y televisivos están disponibles sin ningún cargo.
El motor de búsqueda más popular del país en Estonia es Google , aunque una alternativa existente no tan común, es el local Neti.ee.

## Vigilancia de internet y filtrado
Estonia estuvo valorada como "Libre" en 2009, de 2011 a 2015 Libertad en la Red reportó desde la Casa de Libertad con puntuaciones globales de 13, 10, 10, 9, 8 y 7 (top 2 en el mundo en 2015) en una escala donde 0 es lo mejor y 100 es lo peor. Estonia no ha sido clasificada individualmente por la Iniciativa OpenNet (ION), pero está incluido en la visión general regional de la ION para la mancomunidad de Estados Independientes.
La libertad de discurso y la libertad de expresión están protegidos por la constitución de Estonia y por las obligaciones del país como un estado de miembro de la UE. El anonimato no está restringido, y ha habido discusiones públicas extensas sobre el anonimato y el uso respetuoso del Internet. El trabajo está en marcha para traer la ley estonia a conformidad con el Marco de Consejo Europeo en lo referente a "combatir expresiones y formas exactas de racismo y xenofobia mediante ley criminal".
Las restricciones sobre el contenido de Internet y las comunicaciones en Estonia están entre las más ligeras del mundo. ISPs y otras compañías de comunicaciones deben registrarse en la Autoridad de Vigilancia Técnica Estonia (ETSA), una rama del Ministerio de Comunicaciones y Asuntos Económicos, aunque no existe ningún coste de inscripción. Las compañías de comunicaciones electrónicas están deben preservar el tráfico y la localización de los datos por un año, como está definido por la Directiva de Retención de Datos de la Unión Europea. Sólo pueden proporcionar estos datos a agencias de vigilancia o autoridades de seguridad cuando se presenten con una orden judicial. Un caso del tribunal de 2008 hizo que los proveedores de servicios web fueran responsables por los comentarios de sus lectores, pero esta ley está siendo apelada en el Tribunal Europeo de los Derechos Humanos. Ha habido casos de extracción de contenido implicando órdenes judiciales civiles a eliminar comentarios inapropiados o fuera de tema de noticias en línea, foros de discusión y otras páginas. En 2012, unos 80,000 vídeos fueron eliminados de YouTube y otros servicios de streaming por posible infracción de copyright. El Acto de Protección de datos Personal (PDPA) restringe la recolección y diseminación pública de los datos personales de un individuo. Ninguna información personal que sea considerada sensible—como opiniones políticas, creencias religiosas o filosóficas, origen étnico o racial, comportamiento sexual, salud, o condenas criminales—pueden ser procesadas sin el consentimiento del individuo.
Con anterioridad al bloqueo de páginas de juego remotas en 2010, el Internet en Estonia era libre de censura. A principios de 2010, Estonia empezó realizando filtros DNS de páginas de juego remotas que violaban el renovado Acto de Juego (2008). El Acto de Juego requiere que los servidores para el juego remoto legal tienen que estar localizados físicamente en Estonia. En marzo de 2010, el Impuesto y Tablero de Aduanas había compilado una lista bloqueadora conteniendo 175 páginas que los ISPs debían hacer respetar. Cuando en septiembre de 2013 la lista había crecido para incluir más de 800 sitios.
En el verano de 2005, un tribunal sentenció a un ciudadano de 22 años a pagar 3000 kroons (aproximadamente 220 USD) por un insulto Antisemita en un foro de Internet.